# Jacques Lefevre (politicus)
Jacques Lefevre (Elsene, 30 augustus 1943) is een voormalig Belgisch politicus van cdH en zijn voorganger PSC.

## Levensloop
Nadat Lefevre afstudeerde als licentiaat in de sociologie, geaggregeerde voor het secundair onderwijs en gediplomeerde in Etudes européennes' aan de UCL, werd hij er lector en onderzoeker aan de Groupe de Sociologie wallonne. In 1979 richtte hij de Université d'Aines van de UCL op.
Tijdens zijn studies leerde Lefevre Gérard Deprez kennen, die later voorzitter van de PSC zou worden. Van 1983 tot 1988 was Lefevre secretaris-generaal van de partij onder voorzitter Deprez.
Intussen was hij vanaf 1977 gemeenteraadslid van Dour, wat hij bleef tot in 1995. Van 2001 tot 2006 was hij er nogmaals gemeenteraadslid en van 1989 tot 1994 was hij er schepen.
Van 1991 tot 2003 was hij actief in de federale politiek. Van 1991 tot 1995 was hij rechtstreeks gekozen senator voor het arrondissement Bergen-Zinnik in de Belgische Senaat en van 1995 tot 2003 was hij lid van de Kamer van volksvertegenwoordigers. In de Kamer was hij van 1995 tot 1999 fractievoorzitter van de PSC. 
Van 1992 tot 1995 zetelde hij tevens in de Waalse Gewestraad, waar hij fractievoorzitter voor zijn partij was. In 2006 verliet hij de politiek.

## Onderscheiding
- Ridder in de Leopoldsorde